# Thunbergia ciliata
Thunbergia ciliata är en akantusväxtart som beskrevs av De Wild.. Thunbergia ciliata ingår i släktet thunbergior, och familjen akantusväxter. Inga underarter finns listade i Catalogue of Life.